# Caperuza

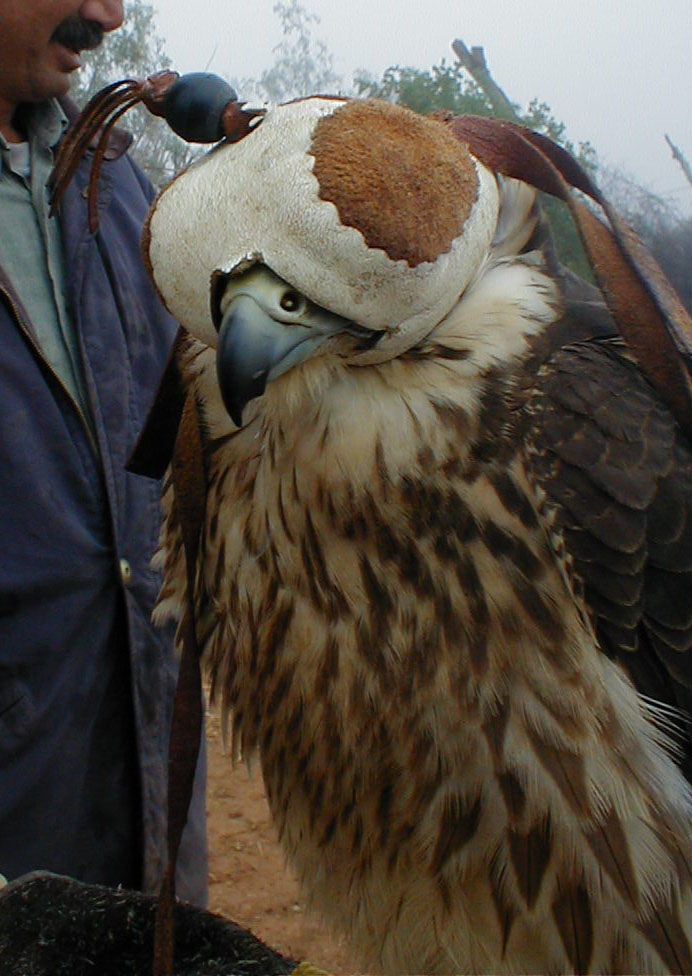
Halcón con caperuza.

La caperuza es una pieza de cuero usada en cetrería para taparle los ojos al ave rapaz. Esto se hace para facilitar su traslado, ya que en los viajes en coche o a caballo el animal se suele asustar e intenta huir.
Suele tener un adorno en lo alto, normalmente se trata de tiras de cuero que caen como si fueran cabello.